# Dineshpur
Dineshpur (hindi दिनेशपुर) – miasto w północnych Indiach w stanie Uttarakhand, na zagórzu gór Siwalik.
Populacja miasta w 2001 roku wynosiła 8856 mieszkańców.